# 雷库莱德菲马 (洛泽尔省)
雷库莱德菲马（法語：Recoules-de-Fumas）是法国洛泽尔省的一个市镇，属于芒德区（Mende）马尔韦若尔县（Marvejols）。该市镇总面积9.77平方公里，2009年时的人口为95人。

## 人口
雷库莱德菲马人口变化图示